# Nagyorrú béka
A nagyorrú béka (Rhinophrynus dorsalis) a kétéltűek (Amphibia) osztályába, a békák (Anura) rendjébe és a  nagyorrúbéka-félék (Rhinophrynidae) családjába tartozó Rhinophrynus nem egyetlen faja.

## Előfordulása
Az Amerikai Egyesült Államok, Mexikó, Belize, Costa Rica, Salvador, Guatemala, Honduras és Nicaragua területén honos.

## Megjelenése
Testhossza 6 centiméter. Egyenletes barna színét a hátán végig futó csík töri meg, oldala pettyezett.

## Életmódja
Szárazföldi életet él, ásáshoz alkalmazkodott.

## Szaporodása
A vizet csak szaporodás céljából keresi fel. Lárvájának nincs valódi ajka.